# Martin Ågerup
Martin Ågerup (født 16. september 1966 i Birkerød) er en dansk økonom og økonomisk historiker. Han er tidligere direktør for tænketanken CEPOS og samfundsdebattør. I sin tidlige ungdom var han tillige medlem af Fremskridtspartiet.
Han blev student fra Europaskolen i Luxembourg i 1982 og tog i 1991 eksamen fra universitetet i Bristol i økonomi og økonomisk historie.
I perioden 1992-98 var han forskningsmedarbejder og projektleder ved Institut for Fremtidsforskning. Fra 1998 til 2002 var han managementkonsulent i connector a/s, hvor han primært arbejdede med organisationsudvikling. Fra 2002 til 2004 var han selvstændig konsulent, og i 2004 blev han direktør for tænketanken CEPOS.
Andre poster:
- Tidligere medlem af Europabevægelsens forretningsudvalg.
- Medlem af Europabevægelsens tænketank Ja til Europa.
- Fellow ved International Policy Network i London.

## Udvalgte publikationer
- Dommedag er aflyst – velstand og fremgang i det 21. århundrede. (Gyldendal, 1998)
- Enerne – om at leve og arbejde i det 21. århundredes første årti. (Borgen, 2001)
- Den retfærdige ulighed (CEPOS, 2007)